# Hột Thạch Liệt Nha Ngô Tháp
Hột Thạch Liệt Nha Ngô Tháp (chữ Hán: 紇石烈牙吾塔, ? – 1231), họ Hột Thạch Liệt (紇石烈), tên Hán là Chí (志), còn gọi là Nha Cổ Tháp (牙古塔), Nha Ngô Thái (牙吾太), Nha Hốt Đới (牙忽帶), thuộc tộc người Nữ Chân và là tướng lĩnh cuối thời nhà Kim.

## Tiểu sử

### Tòng quân dựng nghiệp
Hột Thạch Liệt Nha Ngô Tháp vốn là thân quân, tính tình nghiêm nghị. Năm Trinh Hựu thứ 2 (1214), ông là Đề khống trong quân đi theo Tuyên phủ sứ lộ Sơn Đông Bộc Tán An Trinh trấn áp Lưu Nhị Tổ, bắt sống Ngụy Tuyên Sai Trình Khoan, Chiêu quân đại sứ Trình Phúc, gọi hàng tám ngàn quân, đánh bại quân Mông Cổ và Ô Nhĩ sơn trại. Năm Trinh Hựu thứ 4 (1216), ông được thăng chức Kinh lược sứ Lan Thông. Tháng 10 cùng năm, làm Nguyên soái Tả đô giám. Tháng 12, ông được phong chức Sơn Đông tây lộ Binh mã Đô Tổng quản phủ sự kiêm Tiết độ sứ Vũ Ninh quân, Từ Châu quản nội Quan sát sứ. 

### Đánh đuổi Nam Tống
Những năm Hưng Định thời Kim Tuyên Tông, Nha Ngô Tháp thường giao tranh với quân Tống và liên tiếp đánh bại quân Tống ở Tứ Châu, Hu Dị, Hào Châu và Từ Châu. Uy danh chấn động khắp vùng Hoài Tứ. Ông thích đánh người bằng dùi trống nên được thiên hạ gọi là Lô Cổ Trùy, đến mức người lớn thường hay mang cái tên Lô Cổ Trùy ra để dọa trẻ con. Tháng 5 năm Nguyên Quang đầu tiên (1222), ông giữ chức Thống quân Kinh Đông kiêm Chủ sự bộ Công và bộ Hộ. Năm sau, ba ngàn quân Tống vượt sông Hoài, chặt cây liễu bảo vệ bờ kè và chặn sông Biện hòng cắt đứt nguồn cung cấp lương thực của nước Kim. Nha Ngô Tháp đã phái một ngàn quân tinh nhuệ đi đánh quân Tống, bắt sống bảy trăm quân Tống và mở lại sông Biện. Ít lâu sau, ông bắt giết được phản tướng Nạp Hợp Lục Ca tại Bì Châu. Tháng 11, dâng thư về triều báo tin thắng trận và nộp thủ cấp Lục Ca. Tuyên Tông được tin vô cùng mừng rỡ, liền thăng Nha Ngô Tháp lên một cấp, ban thưởng ba trăm lạng vàng. 

### Chống chọi Mông Cổ
Tháng 11 năm Chính Đại thứ 3 (1226) thời Kim Ai Tông, Đế quốc Mông Cổ xâm nhập Tây Hạ tiến đánh phủ Trung Hưng. Triều Kim triệu gấp Hành tỉnh Thiểm Tây cùng Thống quân Linh Bảo Nha Ngô Tháp và Thống quân Thiểm Châu Hoàn Nhan Ngoa Khả về kinh thương nghị kế sách cứu viện Tây Hạ. Năm Chính Đại thứ 4 (1227), Nha Ngô Tháp đem quân lấy lại Bình Dương, thu được ba ngàn ngựa chiến. Cũng năm này quân Mông Cổ đã diệt Tây Hạ. Sau đó đem quân đánh phá các thành Đức Thuận, Thái Châu, Thanh Thủy của Thiểm Tây. Rồi lại từ Phượng Tường đem quân náo loạn Kinh Triệu và vùng Quan Trung. Năm Chính Đại thứ 5 (1228), quân Mông Cổ vây khốn Khánh Dương. Năm Chính Đại thứ 6 (1229), Nha Ngô Tháp cùng Xu mật phó sứ Di Lạt Bồ A cứu viện Khánh Dương. Tháng 10, triều Kim cho người đem dâng dê, rượu, tiền vàng và các vật phẩm khác cho quân Mông Cổ rồi bàn chuyện nghị hòa nhằm tính kế hoãn binh. Tháng 12, triều đình lệnh Nha Ngô Tháp, Di Lạt Bồ A kiêm Lãnh giám Xu mật viện, nội tộc Hoàn Nhan Ngoa Khả đem quân tới cứu Khánh Dương. Năm Chính Đại thứ 7 (1230), hai bên Kim và Mông Cổ giao chiến ở Đại Xương, Khánh Dương thoát vây. Ông nhận chiếu phong Tả Phó nguyên soái, đóng quân ở phủ Kinh Triệu. Năm Chính Đại thứ 8 (1231), quân Mông Cổ tiến vào Thiểm Tây, ông cho di dân thuộc phủ Kinh Triệu vào phủ Hà Nam rồi bỏ Kinh Triệu lui về hướng đông. Tháng 5, Nha Ngô Tháp đang định tấn công quân Mông Cổ thì đột nhiên bị cảm lạnh và qua đời ở Mân Hương.  

## Đánh giá
Nha Ngô Tháp là danh tướng cuối thời Kim, từng đánh trận nào thắng trận ấy, nức tiếng một thời. Kim Tuyên Tông thường nói với các triều thần: "Nha Ngô Tháp tính cương trực, giao việc gì hoàn thành việc đó, mọi người lấy làm kính nể. Nha Ngô Tháp cùng Đề khống Hồ Luân Xuất đều là những người đáng được hậu đãi! Nha Ngô Tháp thường đồng cam cộng khổ với mọi người. Hồ Luân Xuất cảm vì nghĩa đó nên đã xả thân vì nước". Anh vương Thủ Thuần nói: "Phàm là tướng soái chế ngự nhân tài đều phải như vậy". Thế nhưng Nha Ngô Tháp vừa cứng cỏi lại vừa kiêu ngạo. Lúc sứ giả Mông Cổ về nước, ông đã thốt ra lời lẽ có phần bất kính đó. Viên sứ giả vội về nói lại với Oa Khoát Đài, khiến cho mấy viên quan đứng bên nghe mà thấy sợ đến nỗi không dám nghe tiếp.      